# 小行星8974
小行星8974（8974 Gregaria）是一颗绕太阳运转的小行星，为主小行星带小行星。该小行星于1973年9月25日发现。

## 轨道参数
小行星8974的轨道半长轴为2.1908306 UA，离心率为0.115。